# Escuela Militar de Porto Alegre
La Escuela Militar de Porto Alegre fue un centro de formación militar de oficiales del Ejército Brasileño que funcionó entre 1851 y 1911 en Porto Alegre, Brasil.
Se originó en el Curso de Infantería y Caballería de la Provincia de San Pedro de Río Grande del Sur, establecimiento de instrucción del Ejército Imperial previsto en el decreto imperial N° 634 del 20 de septiembre de 1851. En 1858 fue convertido en la "Escuela Militar Preparatoria" y educaba a los aspirantes de ingresar a la Escuela Militar de Corte, ubicada en Río de Janeiro. Por ese motivo, en 1860 fue denominada "Escuela Militar Auxiliar". La Guerra de la Triple Alianza interrumpió el funcionamiento de la escuela, el que se reanudó en 1874 con el nombre de "Curso de Infantería y Caballería". En 1880 el Vizconde de Pelotas dispuso que la escuela se estableciera en el edificio que actualmente ocupa el Colegio Militar de Porto Alegre. En 1893, el estallido de la Revolución Federalista interrumpió nuevamente el funcionamiento de la escuela reabriendo luego con el nombre de "Escuela Preparatoria y Táctica". Como consecuencia de los actos de indisciplina de los alumnos, envueltos en conflictos con la Guarda Municipal, en 1898 la escuela fue transferida para el municipio de Rio Pardo.
Luego de la participación de los cadetes de la Escuela Militar de Praia Vermelha en la Revuelta de la Vacuna de 1904, se creó la "Escuela de Guerra de Porto Alegre" mediante decreto N° 5,698 del 2 de octubre de 1905. Finalmente, en 1911 la institución es transferida a Río de Janeiro y es sucedida por la Escuela Militar de Realengo dejando su local de forma definitiva al Colegio Militar. 